# Nephrolepis kuroiwae
Nephrolepis kuroiwae là một loài dương xỉ trong họ Nephrolepidaceae. Loài này được Makino mô tả khoa học đầu tiên năm 1895.
Danh pháp khoa học của loài này chưa được làm sáng tỏ. 